# Aeroportul Corryong
Aeroportul Corryong (IATA: CYG, ICAO: YCRG) este un aeroport din Victoria, Australia ce deservește zona Corryong⁠(d).
Situat la o altitudine de 289 m, aeroportul dispune de o singură pistă. Este operat de Shire of Towong⁠(d).